# 中共中央工作委员会
中共中央工作委员会，简称中央工委，是1947年3月至1948年5月中国共产党的一个后备领导机关。

## 历史
1947年3月18日中共中央主动撤出延安。3月29日晚—30日凌晨在陕北清涧县枣林沟村（今石咀驿镇枣林则沟村后，南距清涧县城约25公里）召开中共中央会议。“枣林沟会议”决定：
- 成立中共中央前方委员会(简称中央前委)，毛泽东、周恩来、任弼时率中央机关和中央军委转战陕北，主持中央工作，拖住重点进攻陕北的胡宗南大军不能增援其他解放区战场；
- 成立中央工作委员会(简称中央工委)，刘少奇任中央工委书记，朱德任副书记，董必武、彭真、康生、陈伯达为常委，伍云甫为秘书长；中央工委立即东渡黄河前往晋西北或其他适当地点开展工作。
- 成立中央后方委员会(简称中央后委)。4月11日中共中央决定组建。中央后委书记叶剑英，副书记和后方支队司令杨尚昆，李维汉（中共中央城市工作部副部长）、邓颖超为委员，进驻晋绥解放区临县地区，统筹中央机关的后方保障工作。4月24日中直东进人员已出动完毕，大体上后方机关已摆开架子开始工作。

3月31日刘少奇、朱德率中央工委由石咀驿镇动身去山西临县。4月1日东渡黄河。4月8日到达山西兴县蔡家崖，召开晋绥边区干部会议，刘少奇提出实施土改。
1947年4月11日中央发出《关于中央工作机构分为三部分及其人员分配的通知》：“中央工作委员会现由刘、朱、董三同志为常委，刘为书记，朱、刘先至晋察冀指导工作一时期，董经五台即转太行参加财经会议，并准备担任华北财经办事处主任。”当时晋察冀的军事问题严重。1946年10月丢掉张家口后，同月召开晋察冀中央局涞源会议，1947年3月召开晋察冀中央局安国会议对此做了分析，部队存在悲观情绪，对“张家口得而复失，觉得可惜”，由此产生“埋怨情绪，甚至对战胜蒋介石缺乏信心”。
1947年4月16日为争取长期战争的胜利，中共中央决定在太行成立“华北财经办事处”（简称华北财办，即中央工委财委），统一华北各解放区财经政策，调剂各区财经关系和收支，指定董必武为华北财办主任，由华东、五台（晋察冀）、太行、晋绥各派一得力代表（依次为薛暮桥、南汉宸、杨立三、汤平）为副主任，并经常参加办事处工作。
1947年4月16日中央工委机关离开临县三交镇，前往晋察冀。1947年4月24日刘少奇、朱德致电中共中央，汇报途经晋绥地区兴县、静乐、宁武、崞县（今原平）等地所了解的土地改革情况。1947年4月26日中央工委到达中共晋察冀中央局和晋察冀军区司令部驻地河北省阜平县城南庄。
中央警卫团副团长张耀祠、副政委张宏率部负责警卫。
1947年6月14日毛泽东致电刘少奇、朱德，指示中央工委今后6个月内要做的工作为：（－）将晋察冀军事问题解决好。（二）将（全国）土地会议开好。（三）将（华北）财经办事处建立起来。
1948年3月10日中共中央决定东渡黄河，转移华北。1948年3月23日毛泽东、周恩来、任粥时率中央机关在陕北吴堡县川口以南的元子塔渡口东渡黄河，开始向西柏坡转移。1948年4月13日毛泽东到达晋察冀军区所在地阜平县城南庄晋察冀军区驻地。1948年4月21日西北野战军收复延安。
4月30日-5月7日中共中央书记处扩大会议（城南庄会议）在河北省阜平县城南庄召开。1948年5月1日，中共中央、中国人民解放军总部在阜平县城南庄开始办公，中央前委、工委、后委的工作即行结束。1948年5月26日毛泽东离开花山村抵达西柏坡，与朱德、刘少奇、周恩来、任弼时会合。